# Hemacroneuria marginalis
Hemacroneuria marginalis är en bäcksländeart som beskrevs av Bill P.Stark och Ignac Sivec 2008. Hemacroneuria marginalis ingår i släktet Hemacroneuria och familjen jättebäcksländor. Inga underarter finns listade i Catalogue of Life.